# Petrești, Bolgrad
Petrești (în ucraineană Петрівськ, anterior numit și Petrostal) este un sat în comuna Tarutino din raionul Bolgrad, regiunea Odesa, Ucraina.

## Demografie
Componența lingvistică a localității Petrești
     Bulgară (85,56%)
     Ucraineană (5,45%)
     Rusă (4,18%)
     Română (3,61%)
     Alte limbi (0,07%)
Conform recensământului din 2001, majoritatea populației localității Petrești era vorbitoare de bulgară (85,56%), existând în minoritate și vorbitori de ucraineană (5,45%), rusă (4,18%) și română (3,61%).